# O mio babbino caro
«O mio babbino caro» (відома як «Арія Лауретти») — арія для сопрано з опери «Джанні Скіккі». Написав її італійський композитор Джакомо Пуччіні.

## Сюжет
Арію виконує Лауретта, дочка Джанні Скіккі, після чвар Скіккі зі своїми майбутніми родичами. Суперечка була запеклою та могла спричинити розлуку Лауретти з її коханим — Рінуччо. Лауретта співає батькові про своє кохання до Рінуччо, з яким вони не можуть одружитися через відсутність приданого. Дочка благає батька допомогти, після чого він вигадує авантюру.
«O mio babbino caro» є лірично простою арією, яка виражає щиру любов. Вона контрастує з іншими частинами опери, наповненими атмосферою лицемірства, недовір'я та ворожнечі середньовічної Флоренції.

## Текст
| Італійський оригінал | Український переклад |
| O mio babbino caro, Mi piace è bello, bello; Vo' andare in Porta Rossa a comperar l'anello! Sì, sì, ci voglio andare! E se l'amassi indarno, andrei sul Ponte Vecchio, ma per buttarmi in Arno! Mi struggo e mi tormento! O Dio, vorrei morir! Babbo, pietà, pietà! Babbo, pietà, pietà! | О, дорогий мій тату, Він мені до вподоби; Піду я в Порта Росса Куплю обручку собі! Бо я справді волію! Якщо благати марно, Подамся в Понте Веккйо, Кинуся в річку А́рно! Страждає так моя душа! О Боже, померти дай! Тату, врятуй мене! Тату, врятуй мене! |

## Виконавці
Будучи однією з найвідоміших сопранових арій, входила до репертуару таких зірок оперної сцени, як Зинка Миланова, Марія Каллас, Монсеррат Кабальє, Мірелла Френі, Рената Скотто, Вікторія де лос Анхелес, Анджела Георгіу, Рене Флемінг, Ганна Нетребко, Елізабет Шварцкопф, Сіссель Ширшебо та ін.
У 2010 році арію Лауретти виконала учасниця шоу «Америка має талант» Джекі Іванко, отримавши II місце і популярність.